# 勒内·布尼奥尔
勒内·布尼奥尔（法語：René Bougnol，1911年1月7日—1956年6月20日），法国男子击剑运动员。他曾获得1932年夏季奥运会男子花剑团体金牌、1936年夏季奥运会男子花剑团体银牌和1948年夏季奥运会男子花剑团体金牌。